# Alte Limburg
Die Alte Limburg ist der Ruinenrest einer Höhenburg auf einem 272 m ü. NN hohen Ausläufer des Kaiserstuhls, dem Limberg, 40 Meter über dem Rhein auf der Gemarkung der Gemeinde Sasbach am Kaiserstuhl im Landkreis Emmendingen in Baden-Württemberg.

## Geschichte
Die Spornburg befindet sich auf einem Bergplateau, das bereits eine jungsteinzeitliche Höhensiedlung der Michelsberger Kultur, eine keltische Stadt im 1. Jahrhundert vor Christus (bezeugt durch einen mächtigen Schutzwall) und ein frührömisches Kastell zu Zeiten Kaiser Augustus’ beherbergte.
Die Alte Limburg ist wohl eine Gründung der Franken, ihre Entstehungszeit liegt wahrscheinlich im 6. oder 7. Jahrhundert. Der steinerne Rundturm, der einen Durchmesser von fünf Metern aufweist, lässt auf eine Modernisierung der Anlage im 10. Jahrhundert schließen. Vermutlich zur besseren Überwachung des Rheinübergangs wurde die Alte Limburg im 11. Jahrhundert von der in mittelbarer Nähe errichteten Burg Limburg abgelöst und geriet danach in Vergessenheit. Im Frühjahr 1983 ging beim Abbruch der oberen Steinbruchkante die östliche Rundturm-Hälfte verloren.

## Beschreibung

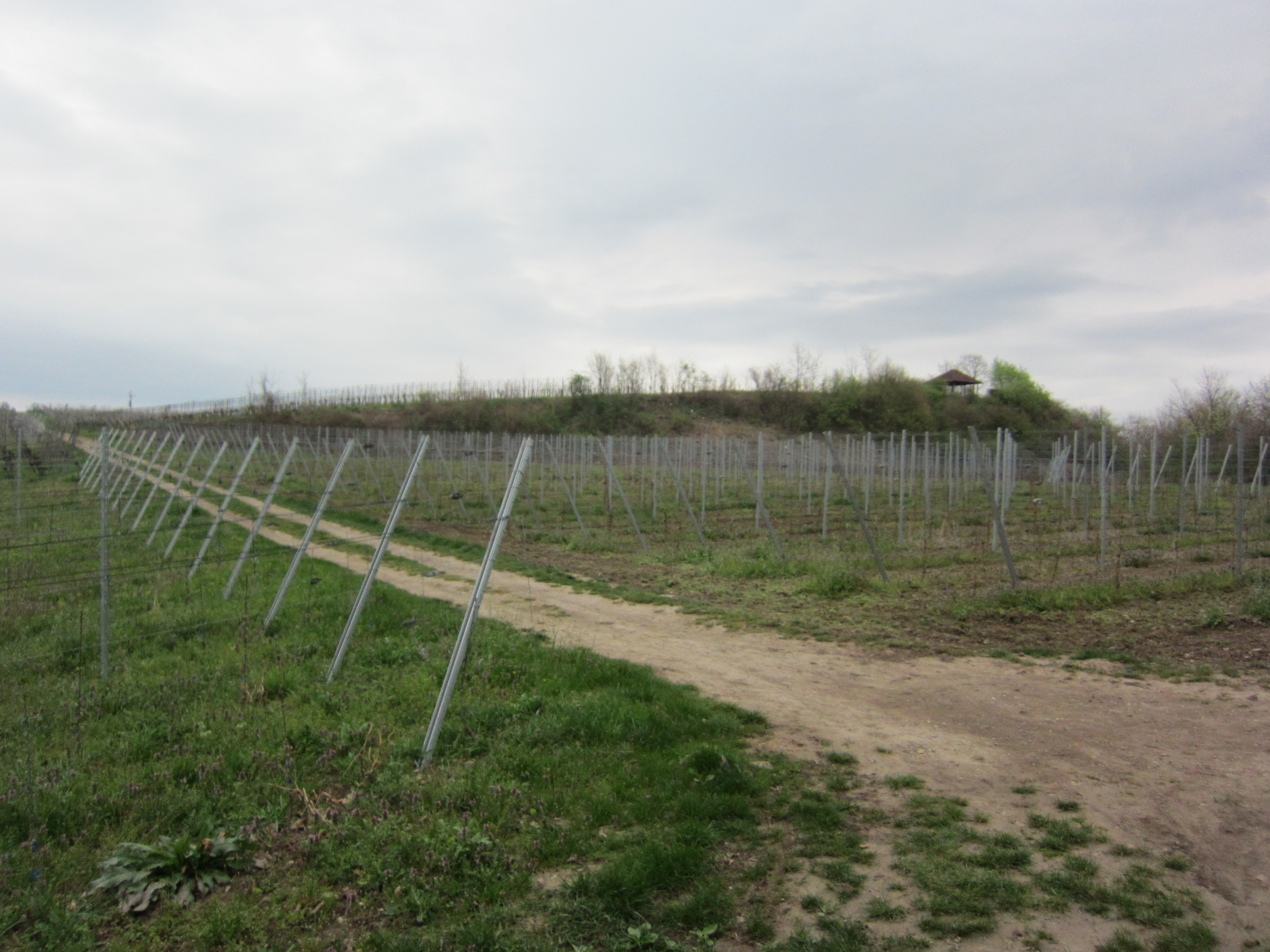
Bereich der Vorburg

Die Alte Limburg, deren ursprünglicher Name nicht überliefert ist, bestand aus einer Vorburg und einer Hauptburg. Die Hauptburg wurde im Südwesten und Südosten durch römerzeitliche Steinbrüche und im Nordosten durch einen dreifachen Wall geschützt. Von ihr sind das halbe Fundament des Rundturms und die drei Erdwälle erhalten. Die Vorburg, von der noch ein Rest des Vorburgwalls zu sehen ist, erstreckte sich gen Nordosten auf dem Bergplateau.